# Petar Kapisoda
Petar Kapisoda (serbisch-kyrillisch Петар Каписода; * 26. Juni 1976 in Cetinje, SR Montenegro, SFR Jugoslawien) ist Sportdirektor der montenegrinischen Männer-Handballnationalmannschaft und ehemaliger montenegrinischer Handballspieler, der zumeist auf der Position Linksaußen eingesetzt wurde.

## Sportliche Karriere
Verein
Der 1,88 m große und 85 kg schwere Rechtshänder begann in seiner Heimatstadt bei RK Lovćen Cetinje mit dem Handballspiel. Nach der ersten Profi-Saison wechselte er zu RK Crvenka, von wo er nach einer weiteren Saison zu RK Partizan Belgrad weiterzog. Mit Partizan errang er 1995 die jugoslawische Meisterschaft. 1996 wechselte er ausgerechnet zum Stadtrivalen RK Roter Stern Belgrad, mit dem er 1997 und 1998 erneut den Titel gewann. Anschließend kehrte er zu seinem Heimatverein nach Cetinje zurück. Dort holte er 2000 und 2001 weitere Meisterschaften sowie 2002 den Pokalsieg. In der Saison 2002/03 spielte er wieder für Partizan und gewann seinen sechsten nationalen Titel. Darauf schloss er sich dem bosnisch-herzegowinischen Klub RK Bosna Sarajevo an, mit dem er 2004 den Pokal errang. Nach zwei Spielzeiten unterschrieb er beim kroatischen Seriensieger RK Zagreb, wo er 2006 und 2007 jeweils Meisterschaft und Pokal gewann.
Anschließend kehrte er nach Sarajewo zurück. Dort holte er 2008, 2009 und 2010 das Double sowie 2011 ein weiteres Mal den Titel. Zum Ende seiner Karriere wechselte er nach Lausanne zum Schweizer Drittligisten West HBC. Nach der Saison 2012/13 beendete er seine Karriere.
Nationalmannschaft
Peter Kapisoda spielte für die Nationalmannschaft der Bundesrepublik Jugoslawien sowie deren Nachfolger Serbien und Montenegro und Montenegro.
Mit der jugoslawischen Auswahl gewann er bei den Weltmeisterschaften 1999 und 2001 die Bronzemedaille. Bei den Olympischen Spielen 2000 wurde er Vierter.
Mit Montenegro nahm er an der Europameisterschaft 2008 teil und erreichte den 12. Platz. Bei der Weltmeisterschaft 2013 wurde er nur 22. und Drittletzter. Zum Abschluss seiner Karriere besiegte er mit seiner Mannschaft das deutsche Team in der Qualifikation zur Europameisterschaft 2014, an der er nicht mehr teilnahm.

## Berufliche Karriere
Ab November 2013 bis November 2016 war Kapisoda Sportdirektor der montenegrinischen Nationalmannschaft. Im Januar 2019 wurde Kapisoda zum Präsidenten des montenegrinischen Handballverbandes gewählt.

## Erfolge
- Jugoslawischer Meister 1995, 1997, 1998, 2000, 2001
- Jugoslawischer Pokalsieger 2002
- Serbisch-montenegrinischer Meister 2003
- Kroatischer Meister 2006 und 2007
- Kroatischer Pokalsieger 2006 und 2007
- Bosnisch-herzegowinischer Meister 2008, 2009, 2010 und 2011
- Bosnisch-herzegowinischer Pokalsieger 2004, 2008, 2009 und 2010
- Bronze bei den Weltmeisterschaften 1999 und 2001

## Privates
Petar Kapisodas Bruder war das verstorbene Männer-Model Filip Kapisoda (1987–2010).